# مارسل شووب
مارسل شووب (به فرانسوی: Marcel Schwob) نویسنده، شاعر و مترجم قرن نوزدهم میلادی اهل فرانسه است.